# Wijken en buurten in Dongeradeel
De Nederlandse gemeente Dongeradeel is voor statistische doeleinden onderverdeeld in wijken en buurten. De gemeente is verdeeld in de volgende statistische wijken:
- Wijk 00 (CBS-wijkcode:005800)
- Wijk 01 (CBS-wijkcode:005801)
- Wijk 02 Zuidoost (CBS-wijkcode:005802)
- Wijk 03 Noordoost (CBS-wijkcode:005803)
- Wijk 04 Noordwest (CBS-wijkcode:005804)
- Wijk 05 (CBS-wijkcode:005805)
- Wijk 06 (CBS-wijkcode:005806)
- Wijk 07 (CBS-wijkcode:005807)

Een statistische wijk kan bestaan uit meerdere buurten. Onderstaande tabel geeft de buurtindeling met kentallen volgens het Centraal Bureau voor de Statistiek (2008):
| CBS-buurtcode | Buurtnaam                       | Inwonertal | Opp. totaal (ha) | Opp. land (ha) | Ligging                |
| ------------- | ------------------------------- | ---------- | ---------------- | -------------- | ---------------------- |
| BU00580000    | Dokkum binnen de Bolwerken      | 1210       | 26               | 23             | Locatie in de gemeente |
| BU00580001    | Dokkum Noord                    | 1030       | 59               | 53             | Locatie in de gemeente |
| BU00580002    | Dokkum Fonteinslanden           | 1920       | 120              | 116            | Locatie in de gemeente |
| BU00580003    | Dokkum Fugellan                 | 2550       | 99               | 95             | Locatie in de gemeente |
| BU00580004    | Dokkum Betterwird               | 80         | 146              | 142            | Locatie in de gemeente |
| BU00580005    | Dokkum Hoedemakerspolder        | 1070       | 35               | 32             | Locatie in de gemeente |
| BU00580006    | Dokkum De Woudhorne             | 370        | 65               | 61             | Locatie in de gemeente |
| BU00580007    | De Trije Terpen                 | 60         | 134              | 128            | Locatie in de gemeente |
| BU00580008    | Dokkum Weeshuislanden           | 1260       | 92               | 91             | Locatie in de gemeente |
| BU00580009    | Dokkum Jantjeszeepolder         | 1740       | 102              | 94             | Locatie in de gemeente |
| BU00580010    | Dokkum Kooilanden               | 1720       | 106              | 102            | Locatie in de gemeente |
| BU00580100    | Metslawier                      | 870        | 68               | 68             | Locatie in de gemeente |
| BU00580101    | Jouswier                        | 50         | 249              | 244            | Locatie in de gemeente |
| BU00580102    | Niawier                         | 360        | 47               | 47             | Locatie in de gemeente |
| BU00580103    | Wetsens                         | 70         | 320              | 314            | Locatie in de gemeente |
| BU00580104    | Aalsum                          | 150        | 378              | 372            | Locatie in de gemeente |
| BU00580105    | Oostrum                         | 160        | 61               | 60             | Locatie in de gemeente |
| BU00580107    | Verspreide huizen Metslawier    | 30         | 227              | 225            | Locatie in de gemeente |
| BU00580108    | Verspreide huizen Niawier       | 40         | 442              | 441            | Locatie in de gemeente |
| BU00580109    | Verspreide huizen Oostrum       | 80         | 374              | 365            | Locatie in de gemeente |
| BU00580200    | Ee                              | 670        | 58               | 58             | Locatie in de gemeente |
| BU00580201    | Engwierum                       | 420        | 82               | 82             | Locatie in de gemeente |
| BU00580202    | Dokkumer Nieuwe Zijlen          | 40         | 19               | 17             | Locatie in de gemeente |
| BU00580208    | Verspreide huizen Ee            | 220        | 1292             | 1278           | Locatie in de gemeente |
| BU00580209    | Verspreide huizen Engwierum     | 100        | 858              | 834            | Locatie in de gemeente |
| BU00580300    | Anjum                           | 920        | 117              | 116            | Locatie in de gemeente |
| BU00580301    | Lioessens                       | 330        | 62               | 61             | Locatie in de gemeente |
| BU00580302    | Morra                           | 160        | 52               | 51             | Locatie in de gemeente |
| BU00580303    | Oostmahorn                      | 70         | 19               | 19             | Locatie in de gemeente |
| BU00580307    | Verspreide huizen Anjum         | 180        | 2199             | 2068           | Locatie in de gemeente |
| BU00580308    | Verspreide huizen Lioessens     | 50         | 419              | 418            | Locatie in de gemeente |
| BU00580309    | Verspreide huizen Morra         | 60         | 450              | 446            | Locatie in de gemeente |
| BU00580400    | Oosternijkerk                   | 820        | 114              | 113            | Locatie in de gemeente |
| BU00580401    | Paesens                         | 230        | 34               | 34             | Locatie in de gemeente |
| BU00580408    | Verspreide huizen Oosternijkerk | 120        | 554              | 551            | Locatie in de gemeente |
| BU00580409    | Verspreide huizen Paesens       | 30         | 326              | 325            | Locatie in de gemeente |
| BU00580500    | Ternaard                        | 1180       | 80               | 80             | Locatie in de gemeente |
| BU00580501    | Wierum                          | 330        | 28               | 27             | Locatie in de gemeente |
| BU00580502    | Nes                             | 310        | 32               | 32             | Locatie in de gemeente |
| BU00580503    | Moddergat                       | 220        | 19               | 19             | Locatie in de gemeente |
| BU00580506    | Verspreide huizen Ternaard      | 230        | 865              | 860            | Locatie in de gemeente |
| BU00580507    | Verspreide huizen Wierum        | 40         | 549              | 544            | Locatie in de gemeente |
| BU00580508    | Verspreide huizen Nes           | 50         | 522              | 518            | Locatie in de gemeente |
| BU00580509    | Verspreide huizen Moddergat     | 40         | 259              | 258            | Locatie in de gemeente |
| BU00580600    | Holwerd                         | 1480       | 73               | 72             | Locatie in de gemeente |
| BU00580601    | Waaxens                         | 40         | 150              | 149            | Locatie in de gemeente |
| BU00580602    | Brantgum                        | 210        | 28               | 28             | Locatie in de gemeente |
| BU00580603    | Foudgum                         | 80         | 292              | 292            | Locatie in de gemeente |
| BU00580604    | Bornwird                        | 110        | 426              | 418            | Locatie in de gemeente |
| BU00580605    | Raard                           | 230        | 322              | 316            | Locatie in de gemeente |
| BU00580608    | Verspreide huizen Holwerd       | 160        | 1727             | 1718           | Locatie in de gemeente |
| BU00580609    | Verspreide huizen Brantgum      | 30         | 332              | 332            | Locatie in de gemeente |
| BU00580700    | Hantum                          | 290        | 26               | 26             | Locatie in de gemeente |
| BU00580701    | Hantumhuizen                    | 100        | 42               | 42             | Locatie in de gemeente |
| BU00580702    | Hantumeruitburen                | 70         | 408              | 407            | Locatie in de gemeente |
| BU00580703    | Hiaure                          | 80         | 345              | 341            | Locatie in de gemeente |
| BU00580708    | Verspreide huizen Hantum        | 80         | 252              | 250            | Locatie in de gemeente |
| BU00580709    | Verspreide huizen Hantumhuizen  | 120        | 452              | 450            | Locatie in de gemeente |